# Keskinensaari (ö i Tunturi-Lappi)
Keskinensaari är en ö i Finland. Den ligger i sjön Särkijärvi och i kommunen Muonio i den ekonomiska regionen  Fjäll-Lappland  och landskapet Lappland, i den norra delen av landet, 900 km norr om huvudstaden Helsingfors. Öns area är 1,8 hektar och dess största längd är 240 meter i sydöst-nordvästlig riktning.